# برادلي موسلي
برادلي موسلي (بالإنجليزية: Bradley Mousley)‏ مواليد 3 يناير 1996 في أديليد، هو لاعب كرة مضرب أسترالي يلعب باليد اليمنى ويحتل حالياً المرتبة رقم. 520 (11 يناير 2016) في تصنيف رابطة محترفي كرة المضرب. أعلى تصنيف له في الفردي كان المركز الـ 520 في سنة 2016. أعلى تصنيف له في الزوجي كان المركز الـ 330 في سنة 2016.

## نهائيات

### جراند سلام للناشئين

#### الزوجي: 2 (2–0)
| الحصيلة | السنة | البطولة           | الأرضية | الشريك       | المنافس                              | النقاط        |
| ------- | ----- | ----------------- | ------- | ------------ | ------------------------------------ | ------------- |
| الفوز   | 2013  | أستراليا المفتوحة | صلبة    | جاي أندريجيك | ماكسيميليان مارترر لوكاس ميدلر       | 6–3, 7–6(7–3) |
| الفوز   | 2014  | أستراليا المفتوحة | صلبة    | لوكاس ميدلر  | كوينتين هاليس يوهان سيباستيان تاتلوت | 6–4, 6-3      |

## روابط خارجية
- برادلي موسلي على موقع رابطة محترفي التنس (الإنجليزية)
- برادلي موسلي على موقع الاتحاد الدولي لكرة المضرب (الإنجليزية)
- برادلي موسلي على موقع اتحاد التنس الأسترالي (الإنجليزية)
- برادلي موسلي على موقع خلاصة التنس.كوم (الإنجليزية)
- برادلي موسلي على موقع إي إس بي إن.كوم (الإنجليزية)